# Leopolda di Savoia-Carignano
Leopolda Maria di Savoia-Carignano, detta anche Leopoldina (Torino, 21 dicembre 1744 – Roma, 17 aprile 1807), era figlia di Luigi Vittorio di Savoia-Carignano e di Cristina Enrichetta di Assia-Rheinfelds-Rothenburg.

## Biografia
La principessa Leopolda di Savoia-Carignano ricevette un'ottima educazione: parlava il francese, l'italiano e il tedesco. Conobbe il suo futuro sposo nel Castello Reale di Racconigi e nel Palazzo Reale di Torino.

## Matrimonio e figli
Il 17 maggio 1767 sposa il principe Andrea Doria Landi Pamphili, IX Principe di Melfi. Gli sposi fecero il loro ingresso a Roma il 20 giugno 1767. 
Da questo matrimonio ebbe i seguenti figli:
1. Giovanni Andrea (14 luglio 1768 – 3 aprile 1817), era mentalmente instabile e per questo non poté ereditare il titolo di Principe Di Melfi prendendo invece quello di marchese di Santo Stefano.
2. Anna (15 novembre 1770 – 1835), sposò nel 1790 il Marchese Giovanni Battista Serra.
3. Giorgio (17 novembre 1772 – 16 novembre 1837), divenne cardinale.
4. Eleonora (11 gennaio 1774 – 15 marzo 1846), sposò nel 1792 Diego d'Avalos, principe di Montesarchio, figlio di Tommaso d'Avalos 16º marchese di Pescara, 10º marchese del Vasto e della sua consorte Eleonora d'Acquaviva dei Duchi d'Atri e Conti di Conversano.
5. Maria Vittoria (20 novembre 1775 – 3 giugno 1839), sposò nel 1797 Alessandro Pallavicino, Marchese di Zibello.
6. Teresa (18 agosto 1778 – 5 aprile 1784), morì da bambina.
7. Luigi (24 ottobre 1779 – 26 gennaio 1838), divenne principe di Melfi, sposò nel 1808 Teresa Orsini.
8. Carlo (13 aprile 1781 – 19 giugno 1856), morì celibe.
9. Eugenia (1 giugno 1786 – 27 marzo 1841), sposò nel 1801 Marino Francesco Caracciolo, 10º Principe di Avellino.

## Ascendenza
|                                                 |                             |                                                     | Genitori                                          |  |  | Nonni |  |  | Bisnonni                               |  |  | Trisnonni                             |  |
|                                                 |                             |                                                     |                                                   |  |  |       |  |  | Emanuele Filiberto di Savoia-Carignano |  |  | Tommaso Francesco di Savoia-Carignano |  |
|                                                 |                             |                                                     |                                                   |  |  |       |  |  | Emanuele Filiberto di Savoia-Carignano |  |  | Tommaso Francesco di Savoia-Carignano |  |
|                                                 |                             | Maria di Borbone-Soissons                           |                                                   |  |  |       |  |  | Emanuele Filiberto di Savoia-Carignano |  |  |                                       |  |
| Vittorio Amedeo I di Savoia-Carignano           |                             |                                                     |                                                   |  |  |       |  |  | Emanuele Filiberto di Savoia-Carignano |  |  |                                       |  |
|                                                 |                             | Angela Maria Caterina d'Este                        | Borso d'Este                                      |  |  |       |  |  |                                        |  |  |                                       |  |
|                                                 |                             | Angela Maria Caterina d'Este                        | Borso d'Este                                      |  |  |       |  |  |                                        |  |  |                                       |  |
|                                                 |                             | Angela Maria Caterina d'Este                        | Ippolita d'Este                                   |  |  |       |  |  |                                        |  |  |                                       |  |
| Luigi Vittorio di Savoia-Carignano              |                             | Angela Maria Caterina d'Este                        |                                                   |  |  |       |  |  |                                        |  |  |                                       |  |
|                                                 |                             | Vittorio Amedeo II di Savoia                        | Carlo Emanuele II di Savoia                       |  |  |       |  |  |                                        |  |  |                                       |  |
|                                                 |                             | Vittorio Amedeo II di Savoia                        | Carlo Emanuele II di Savoia                       |  |  |       |  |  |                                        |  |  |                                       |  |
|                                                 |                             | Vittorio Amedeo II di Savoia                        | Maria Giovanna Battista di Savoia-Nemours         |  |  |       |  |  |                                        |  |  |                                       |  |
| Vittoria Francesca di Savoia                    |                             | Vittorio Amedeo II di Savoia                        |                                                   |  |  |       |  |  |                                        |  |  |                                       |  |
|                                                 |                             | Jeanne Baptiste d'Albert de Luynes                  | Louis Charles d'Albert de Luynes                  |  |  |       |  |  |                                        |  |  |                                       |  |
|                                                 |                             | Jeanne Baptiste d'Albert de Luynes                  | Louis Charles d'Albert de Luynes                  |  |  |       |  |  |                                        |  |  |                                       |  |
|                                                 |                             | Jeanne Baptiste d'Albert de Luynes                  | Anne de Rohan-Montbazon                           |  |  |       |  |  |                                        |  |  |                                       |  |
| Leopolda di Savoia-Carignano                    |                             | Jeanne Baptiste d'Albert de Luynes                  |                                                   |  |  |       |  |  |                                        |  |  |                                       |  |
|                                                 | Guglielmo d'Assia-Rotenburg | Ernesto d'Assia-Rheinfels                           |                                                   |  |  |       |  |  |                                        |  |  |                                       |  |
|                                                 | Guglielmo d'Assia-Rotenburg | Ernesto d'Assia-Rheinfels                           |                                                   |  |  |       |  |  |                                        |  |  |                                       |  |
|                                                 | Guglielmo d'Assia-Rotenburg | Maria Eleonora di Solms-Hohensolms                  |                                                   |  |  |       |  |  |                                        |  |  |                                       |  |
| Ernesto Leopoldo d'Assia-Rheinfels-Rotenburg    | Guglielmo d'Assia-Rotenburg |                                                     |                                                   |  |  |       |  |  |                                        |  |  |                                       |  |
|                                                 |                             | Maria Anna di Löwenstein-Wertheim-Rochefort         | Ferdinando Carlo di Löwenstein-Wertheim-Rochefort |  |  |       |  |  |                                        |  |  |                                       |  |
|                                                 |                             | Maria Anna di Löwenstein-Wertheim-Rochefort         | Ferdinando Carlo di Löwenstein-Wertheim-Rochefort |  |  |       |  |  |                                        |  |  |                                       |  |
|                                                 |                             | Maria Anna di Löwenstein-Wertheim-Rochefort         | Anna Maria di Fürstenberg                         |  |  |       |  |  |                                        |  |  |                                       |  |
| Cristina Enrichetta d'Assia-Rheinfels-Rotenburg |                             | Maria Anna di Löwenstein-Wertheim-Rochefort         |                                                   |  |  |       |  |  |                                        |  |  |                                       |  |
|                                                 |                             | Massimiliano Carlo di Löwenstein-Wertheim-Rochefort | Ferdinando Carlo di Löwenstein-Wertheim-Rochefort |  |  |       |  |  |                                        |  |  |                                       |  |
|                                                 |                             | Massimiliano Carlo di Löwenstein-Wertheim-Rochefort | Ferdinando Carlo di Löwenstein-Wertheim-Rochefort |  |  |       |  |  |                                        |  |  |                                       |  |
|                                                 |                             | Massimiliano Carlo di Löwenstein-Wertheim-Rochefort | Anna Maria di Fürstenberg                         |  |  |       |  |  |                                        |  |  |                                       |  |
| Eleonora Maria di Löwenstein-Wertheim-Rochefort |                             | Massimiliano Carlo di Löwenstein-Wertheim-Rochefort |                                                   |  |  |       |  |  |                                        |  |  |                                       |  |
|                                                 |                             | Polissena Maria Khuen di Lichtenberg und Belasi     | Mattia Khuen di Lichtenberg und Belasi            |  |  |       |  |  |                                        |  |  |                                       |  |
|                                                 |                             | Polissena Maria Khuen di Lichtenberg und Belasi     | Mattia Khuen di Lichtenberg und Belasi            |  |  |       |  |  |                                        |  |  |                                       |  |
|                                                 |                             | Polissena Maria Khuen di Lichtenberg und Belasi     | Anna Susanna Khuen di Belasi                      |  |  |       |  |  |                                        |  |  |                                       |  |
|                                                 |                             | Polissena Maria Khuen di Lichtenberg und Belasi     |                                                   |  |  |       |  |  |                                        |  |  |                                       |  |